# Sam (serie televisiva)
Sam è una serie televisiva francese in onda dal 2016.

## Distribuzione
Il remake della serie TV danese Rita è in onda sul canale belga RTBF (dal 24 marzo 2016) e sul canale francese TF1 (dal 2 maggio 2016). La protagonista si chiama Sam ed è stata interpretata da Mathilde Seigner nella prima stagione (2016) e da Natacha Lindinger a partire dalla seconda stagione. La serie è stata rinnovata per una terza, una quarta e una quinta stagione, in onda rispettivamente nel 2019, 2020 e 2021. In Italia, la serie è inedita.

## Episodi
| Stagione         | Episodi | Prima TV Originale |
| ---------------- | ------- | ------------------ |
| Prima stagione   | 6       | 2016               |
| Seconda stagione | 6       | 2018               |
| Terza stagione   | 8       | 2019               |
| Quarta stagione  | 8       | 2020               |
| Quinta stagione  | 8       | 2021               |
| Sesta stagione   | 8       | 2022               |